# Entylomatales
Entylomatales é uma ordem de fungos carvão da classe Exobasidiomycetes. Trata-se de uma ordem monotípica, consistindo de uma única família, Entylomataceae. Tanto a família como a ordem foram circunscritas em 1997.